# Wes Craven
Wesley Earl „Wes” Craven (Cleveland, Ohio, 1939. augusztus 2. – Los Angeles, Kalifornia, 2015. augusztus 30.) amerikai filmrendező, színész, forgatókönyvíró, producer. 
A horrorfilmes műfaj úttörőjeként, a „horror mestereként” olyan filmek megrendezésével vált ismertté, mint a Rémálom az Elm utcában és folytatásai, a Sikoly-sorozat és a Sziklák szeme első két része. További horrorfilmes rendezései közé tartozik Az utolsó ház balra (1972), a Rémségek háza (1991) és az Éjszakai járat (2005).

## Élete és pályafutása
Clevelandben, Ohioban született. Szigorú, baptista nevelést kapott, így az alkohol, a cigaretta, a kártya és a mozi tabunak számított. A Wheaton College-ban, Illinois-ban diplomázott angol szakon. Ezután a Johns Hopkins Egyetemen tanult filozófiát és írást. Egyetemi oktató volt, majd egy filmgyártó cég munkatársa lett. 
Az 1970-es évek elején debütált Az utolsó ház balra (1972) című filmmel. Az ő egyszerű stílusa folytatódott az 1977-es Sziklák szeme című filmben is. Az 1980-as évek közepén jött az áttörés számára a Rémálom az Elm utcában (1984) című filmmel. 1987-ben ő lett a forgatókönyvírója a Rémálom az Elm utcában 3. részének. 
Az 1990-es évek elején forgatókönyvírója volt a Rémálom-sorozat 6. részének (1991). 1995-ben a Vámpír Brooklynban című film rendezőjeként együtt dolgozott Eddie Murphyvel. Egy évvel később a Sikoly című film (1996) rendezője lett. 1997-ben jött a Sikoly-sorozat 2. része, a Sikoly 2., melyet szintén ő rendezett. 
1999-ben Meryl Streep színésznővel dolgozott közösen A szív dallamai című filmben – ez volt Craven egyetlen olyan mozifilmes rendezése, mely sem a horror, sem a filmthriller műfajba nem sorolható be. 2000-ben jött a Sikoly-sorozat 3. epizódja, melyben most is rendező volt. 2005-ben az Éjszakai járat című filmjében Rachel McAdams és Cilian Murphy voltak a főszereplők. Egy évre rá a Párizs, szeretlek! című film (2006) rendezője és forgatókönyvírója volt. 
2015. augusztus 30-án, 76 évesen Los Angeles-i otthonában, családja körében hunyt el, halálát agydaganat okozta.

## Munkássága
| Év   | Magyar cím                                                  | Eredeti cím                                 | Részvétel                                             |
| ---- | ----------------------------------------------------------- | ------------------------------------------- | ----------------------------------------------------- |
| 2011 | Sikoly 4.                                                   | Scream 4                                    | rendező                                               |
| 2010 | Vedd a lelkem!                                              | My Soul to Take                             | író, rendező                                          |
| 2009 | Az utolsó ház balra                                         | The Last House on the Left                  | forgatókönyvíró, producer                             |
| 2007 | Sziklák szeme 2.                                            | The Hills Have Eyes 2                       | forgatókönyvíró, producer                             |
| 2006 | Mezsgye                                                     | Pulse                                       | forgatókönyvíró                                       |
| 2006 | Párizs, szeretlek!                                          | Paris, je t'aime                            | rendező, forgatókönyvíró                              |
| 2006 | Sziklák szeme                                               | The Hills Have Eyes                         | forgatókönyvíró                                       |
| 2005 | Éjszakai járat                                              | Red Eye                                     | rendező                                               |
| 2005 | Vérfarkas                                                   | Cursed                                      | rendező                                               |
| 2003 | Freddy vs. Jason                                            | Freddy vs. Jason                            | forgatókönyvíró                                       |
| 2001 | Jay és Néma Bob visszavág                                   | Jay and Silent Bob Strike Back              | színész                                               |
| 2000 | Az amerikai rémálom                                         | The American Nightmare                      | színész                                               |
| 2000 | Drakula 2000                                                | Dracula 2000                                | executive producer                                    |
| 2000 | Sikoly 3.                                                   | Scream 3                                    | rendező                                               |
| 1999 | Filmrendező portrék: Wes Craven                             | The Directors: Wes Craven                   | szereplő                                              |
| 1999 | A szív dallamai                                             | Music of the Heart                          | rendező                                               |
| 1997 | Halálosztó (Halálmester)                                    | Wishmaster                                  | executive producer                                    |
| 1997 | Sikoly 2.                                                   | Scream 2                                    | rendező                                               |
| 1996 | Sikoly                                                      | Scream                                      | rendező                                               |
| 1995 | Vámpír Brooklynban                                          | Vampire in Brooklyn                         | rendező                                               |
| 1994 | Rémálom az Elm utcában 7. – Az új rémálom: Freddy feltámad  | New Nightmare                               | rendező, színész, forgatókönyvíró, executive producer |
| 1991 | Rémálom az Elm utcában 6 – Freddy halála: Az utolsó rémálom | Freddy's Dead: The Final Nightmare          | forgatókönyvíró                                       |
| 1991 | Rémségek háza                                               | The People Under the Stairs                 | rendező, forgatókönyvíró                              |
| 1989 | Sokkoló                                                     | Shocker                                     | rendező, forgatókönyvíró                              |
| 1988 |                                                             | The Serpent and the Rainbow                 | rendező                                               |
| 1987 | Rémálom az Elm utcában 3. – Álomharcosok                    | A Nightmare On Elm Street 3: Dream Warriors | író, forgatókönyvíró                                  |
| 1986 | Ösztöndíjjal a pokolba                                      | Deadly Friend                               | rendező                                               |
| 1985 | Vérfagyasztó                                                | Chiller                                     | rendező                                               |
| 1984 | Pokoli klub                                                 | Invitation to Hell                          | rendező                                               |
| 1984 | Rémálom az Elm utcában                                      | A Nightmare On Elm Street                   | rendező, forgatókönyvíró                              |
| 1982 | Mocsárlény                                                  | Swamp Thing                                 | rendező, forgatókönyvíró                              |
| 1981 |                                                             | Deadly Blessing                             | rendező                                               |
| 1977 | Sziklák szeme                                               | The Hills Have Eyes                         | rendező, forgatókönyvíró, vágó                        |
| 1972 | Az utolsó ház balra                                         | The Last House on the Left                  | rendező                                               |

## Könyvek
- 1999 – Fountain Society

## Díjai
- Maverick-díj (2000)
- amszterdami életműdíj (2000)

## Fordítás
- Ez a szócikk részben vagy egészben  a   Wes Vraven című német Wikipédia-szócikk fordításán alapul.  Az eredeti cikk szerkesztőit annak laptörténete sorolja fel. Ez a jelzés csupán a megfogalmazás eredetét és a szerzői jogokat jelzi, nem szolgál a cikkben szereplő információk forrásmegjelöléseként.